# Import/Export
Pour plus de détails, voir Fiche technique et Distribution.
Import/Export est un film autrichien réalisé par Ulrich Seidl en 2007.

## Synopsis
Deux trajectoires évoluent dans des directions opposées. Olga, jeune infirmière ukrainienne, part à la recherche du bonheur à l'Ouest où elle devient femme de ménage dans un service gériatrique en Autriche. Paul était agent de sécurité à Vienne. Au chômage, il prend la route avec son beau-père vers l'Est, en direction de l'Ukraine. Deux destins de jeunes gens à la recherche d'une nouvelle chance, qui se voient confrontés à la réalité crue.
Deux histoires sur la quête du bonheur et de l'argent, sur le côté effrayant de la sexualité, de la mort et sur l'art de brosser les dents d'un renard empaillé.

## Fiche technique
- Titre : Import/Export
- Réalisation : Ulrich Seidl
- Scénario : Ulrich Seidl et Veronika Franz
- Photographie : Edward Lachman et Wolfgang Thaler
- Production : Ulrich Seidl Film Produktion GmbH
- Genre : drame
- Durée : 135 min

## Distribution
- Ekateryna Rak : Olga
- Paul Hofmann : Paul
- Erich Finsches : M. Schlager
- Georg Friedrich : Andi
- Maria Hofstätter : sœur Maria
- Lidiya Oleksandrivna Savka : la mère d'Olda
- Dmytro Andriyovich Gachkov : le frère d'Olda
- Christina York : l'amie de Paul
- Michael Thomas : le beau-père de Paul
- Brigitte Kren : la mère de Paul
- Martin Fiedler : Schuldner
- Johannes Nussbaum : Johannes

## Distinctions

### Récompenses
- Festival international du film d'Erevan : Abricot d'or 2007 du meilleur film de fiction